# Klaus Schmidt (Fußballtrainer)
Klaus Schmidt (* 21. Oktober 1967 in Graz) ist ein österreichischer Fußballtrainer und Physiotherapeut.

## Karriere
Schmidt war ab 1997 für die Kapfenberger SV in deren Jugendabteilung tätig gewesen, ehe er im Sommer 1999 vom Grazer AK als Physiotherapeut in Bundesliga geholt wurde. Nach einem halben Jahr stieg er zum Co-Trainer auf und füllte diese Position bis zum Lizenzentzug für den Verein im Jahre 2007 aus. In diese Periode fallen unter anderem eine österreichische Meisterschaft und drei ÖFB-Cup-Siege.
Im Sommer 2007 wurde er vom SK Austria Kärnten als Co-Trainer von Walter Schachner verpflichtet. Nach Schachners Weggang vom damaligen Tabellenschlusslicht wurde Schmidt am 3. Dezember 2007 zum Cheftrainer bestellt. Nach vier Spielen wurde am 24. Februar 2008 mit Frenk Schinkels ein neuer Coach engagiert und Schmidt freigestellt. Im Mai 2008 wurde er vom SC Magna Wiener Neustadt als Assistenztrainer von Helmut Kraft unter Vertrag genommen. Nachdem er bereits ab Beginn der Frühjahrsmeisterschaft 2009 nur mehr als Physiotherapeut tätig gewesen war, verließ er im Sommer 2009 den Verein.
Am 10. November 2012 übernahm er den zu diesem Zeitpunkt abstiegsgefährdeten Kapfenberger SV und schaffte mit einer starken Rückrunde (3. Platz) den Klassenerhalt. Am 6. Juni 2014 wurde er neuer Trainer des SV Austria Salzburg. Am 25. November 2014 wurde er Trainer des Tiroler Zweitligaklubs FC Wacker Innsbruck. Im Mai 2016 wurde sein Vertrag vorzeitig aufgelöst.
Im Oktober 2016 wurde er Trainer des Zweitligisten FC Blau-Weiß Linz, bei dem er einen bis Saisonende gültigen Vertrag erhielt.
Im Juni 2017 übernahm Schmidt den Trainerposten beim Bundesligisten SCR Altach. Nach der Saison 2017/18 trennten sich die Altacher von Schmidt.
Im August 2018 wurde er Trainer der SV Mattersburg. Im Juni 2019 trennte sich Mattersburg von Schmidt, die Burgenländer hatten die Saison 2018/19 auf dem achten Tabellenrang beendet.
Im September 2019 übernahm er den zu jenem Zeitpunkt letztplatzierten FC Admira Wacker Mödling. Im Februar 2020 wurde Schmidt beurlaubt, die Admira befand sich zu jenem Zeitpunkt auf dem elften Tabellenrang. Im April 2021 wurde er ein zweites Mal Trainer der Niederösterreicher. Dieses Engagement war noch kürzer, nach der Saison 2020/21 verließ er die Admira nach fünf Partien.
Im März 2022 übernahm er den TSV Hartberg, die Steirer lagen zum Zeitpunkt der Übernahme zehn Partien vor Saisonende mit fünf Punkten Vorsprung auf den Abstiegsplatz auf dem zehnten Rang. Mit Hartberg schaffte er zwar in der Saison 2021/22 den Klassenerhalt, in der Saison 2022/23 lag er mit dem Team aber zur Winterpause auf dem letzten Tabellenrang. Daraufhin trennte sich der Verein im November 2022 von Schmidt.
Im März 2023 kehrte Schmidt anschließend als Nachfolger des entlassenen Miroslav Klose nach Altach zurück, das mittlerweile Hartberg als Tabellenschlusslicht abgelöst hatte. Altach führte er 2022/23 zum Klassenerhalt, woraufhin er den Verein freiwillig wieder verließ.
Mit Beginn der Saison 2023/24 wurde er beim französischen Erstligisten AS Monaco Co-Trainer unter seinem Landsmann Adi Hütter.